# Шеннон (одиниця вимірювання)
Ше́ннон (символ Ш, англ. shannon, Sh), також відомий як біт, є одиницею інформації та ентропії, визначеною стандартом IEC 80000-13. Один шеннон є кількістю інформації такої події, ймовірністю трапляння якої є одна друга. Це також ентропія системи з двома рівноймовірними станами. Якщо повідомлення складається з послідовності бітів, то при однаковій імовірності всіх можливих бітових стрічок кількість інформації повідомлення, виражена в шеннонах, дорівнює кількості бітів у цій послідовності. З цієї та з історичних причин шеннон більше відомий як біт, незважаючи на те, що «біт» також використовується і як одиниця даних (або комп'ютерної пам'яті, яка дорівнює 1/8 байту).
1 Ш ≈ 0.693 нат ≈ 0.301 Гарт.
Шеннон названо на честь Клода Шеннона.